# Olympische Sommerspiele 2024/Sportklettern – Boulder & Lead (Frauen)
Der Wettbewerb in der Disziplin Boulder & Lead der Frauen bei den Olympischen Spielen 2024 in Paris wurde vom 6. bis  10. August 2024 ausgetragen.

## Modus
Bei den vorherigen Olympischen Spielen wurde die olympische Kombination, bestehend aus Speedklettern, Bouldern und Leadklettern, durchgeführt. Für 2024 entschied das IOC, den Speedwettbewerb getrennt abzuhalten.

### Wertung

#### Bouldern
Es wurden vier Boulder absolviert. Zone-Griffe mussten mit mindestens einer Hand, der Top-Griff mit beiden Händen kontrolliert werden. Punkte wurden für den höchsten der drei erreichten Wertungsgriffe Top (25), zweite Zone (10) oder erste Zone (5) vergeben. Es war nicht zwingend erforderlich, die Zwischenwertungspunkte auch zu erreichen. Für jeden Versuch wurden 0,1 Punkte abgezogen.

#### Lead
Für die jeweiligen Griffe wurden, beginnend vom Top, absteigend Punkte vergeben. Die obersten zehn Griffe waren je 4 Punkte Wert, die nächsten zehn 3 Punkte usw. Für ein Top, also ein Erreichen des höchsten Griffs und Einhängen der letzten Sicherung, gab es 100 Punkte. Wenn der höchste Griff erreicht, die Sicherung jedoch nicht eingehängt wurde, wurden 99,9 Punkte vergeben. Wenn der letzte Griff benutzt wurde, um zu einem weiteren, nicht erreichten Griff zu kommen, wurde die Punktzahl um 0,1 aufgewertet.

#### Gesamt
Für das Gesamtergebnis wurden die beiden Teilergebnisse addiert.

## Qualifizierte Athleten
| Qualifikationswettbewerb                       | Datum                                  | Ort                | Plätze | NOK                | Nominierte Athletin                         |
| ---------------------------------------------- | -------------------------------------- | ------------------ | ------ | ------------------ | ------------------------------------------- |
| Gastgeber                                      | Gastgeber                              | Gastgeber          | —      | Frankreich         | (entfiel mit Oriane Bertones Qualifikation) |
| Kletterweltmeisterschaft 2023                  | 1. – 12. August 2023                   | Bern               | 3      | Slowenien          | Janja Garnbret                              |
| Kletterweltmeisterschaft 2023                  | 1. – 12. August 2023                   | Bern               | 3      | Österreich         | Jessica Pilz                                |
| Kletterweltmeisterschaft 2023                  | 1. – 12. August 2023                   | Bern               | 3      | Japan              | Ai Mori                                     |
| Panamerikanische Spiele 2023                   | 21. – 24. Oktober 2023                 | Santiago de Chile  | 1      | Vereinigte Staaten | Natalia Grossman                            |
| Europäische Qualifikation                      | 26. – 29. Oktober 2023                 | Laval              | 1      | Frankreich         | Oriane Bertone                              |
| Asiatische Qualifikation                       | 9. – 12. November 2023                 | Jakarta            | 1      | China              | Zhang Yuetong                               |
| Ozeanische Qualifikation                       | 24. – 26. November 2023                | Melbourne          | 1      | Australien         | Oceana Mackenzie                            |
| Afrikanische Qualifikation                     | 7. – 10. Dezember 2023                 | Pretoria           | 1      | Südafrika          | Lauren Mukheibir                            |
| Olympische Qualifikationsserie                 | 16. – 19. Mai 2024 20. – 23. Juni 2024 | Shanghai Budapest  | 10     | Vereinigte Staaten | Brooke Raboutou                             |
| Olympische Qualifikationsserie                 | 16. – 19. Mai 2024 20. – 23. Juni 2024 | Shanghai Budapest  | 10     | Japan              | Miho Nonaka                                 |
| Olympische Qualifikationsserie                 | 16. – 19. Mai 2024 20. – 23. Juni 2024 | Shanghai Budapest  | 10     | Großbritannien     | Erin McNeice                                |
| Olympische Qualifikationsserie                 | 16. – 19. Mai 2024 20. – 23. Juni 2024 | Shanghai Budapest  | 10     | Südkorea           | Seo Chae-hyun                               |
| Olympische Qualifikationsserie                 | 16. – 19. Mai 2024 20. – 23. Juni 2024 | Shanghai Budapest  | 10     | China              | Luo Zhilu                                   |
| Olympische Qualifikationsserie                 | 16. – 19. Mai 2024 20. – 23. Juni 2024 | Shanghai Budapest  | 10     | Ukraine            | Jewhenija Kasbekowa                         |
| Olympische Qualifikationsserie                 | 16. – 19. Mai 2024 20. – 23. Juni 2024 | Shanghai Budapest  | 10     | Slowenien          | Mia Krampl                                  |
| Olympische Qualifikationsserie                 | 16. – 19. Mai 2024 20. – 23. Juni 2024 | Shanghai Budapest  | 10     | Deutschland        | Lucia Dörffel                               |
| Olympische Qualifikationsserie                 | 16. – 19. Mai 2024 20. – 23. Juni 2024 | Shanghai Budapest  | 10     | Frankreich         | Zélia Avezou                                |
| Olympische Qualifikationsserie                 | 16. – 19. Mai 2024 20. – 23. Juni 2024 | Shanghai Budapest  | 10     | Italien            | Camilla Moroni                              |
| Universality Place                             | Universality Place                     | Universality Place | —      | —                  | —                                           |
| Neuverteilung                                  | Neuverteilung                          | Neuverteilung      | 2      | Italien            | Laura Rogora                                |
| Neuverteilung                                  | Neuverteilung                          | Neuverteilung      | 2      | Großbritannien     | Molly Thompson-Smith                        |
| Gesamt                                         | Gesamt                                 | Gesamt             | 20     | 13                 | 20                                          |
| Teilnehmerin der Olympischen Sommerspiele 2020 |                                        |                    |        |                    |                                             |

## Titelträgerinnen
| Olympiasiegerin*     | Janja Garnbret | Tokio 2020 |
| Weltmeisterin        | Janja Garnbret | Bern 2023  |
| *Dreifachkombination |                |            |

## Halbfinale
| Rang | Athletin             | Nation             | Boulder | Boulder | Boulder | Boulder | Boulder | Lead | Gesamt |
| Rang | Athletin             | Nation             | 1       | 2       | 3       | 4       | Σ       | Lead | Gesamt |
| ---- | -------------------- | ------------------ | ------- | ------- | ------- | ------- | ------- | ---- | ------ |
| 1    | Janja Garnbret       | Slowenien          | 25,0    | 25,0    | 24,9    | 24,7    | 99,6    | 96,1 | 195,7  |
| 2    | Jessica Pilz         | Österreich         | 09,8    | 10,0    | 24,5    | 24,5    | 68,8    | 88,1 | 156,9  |
| 3    | Brooke Raboutou      | Vereinigte Staaten | 24,4    | 24,9    | 09,8    | 24,6    | 83,7    | 72,1 | 155,8  |
| 4    | Ai Mori              | Japan              | 00,0    | 24,6    | 04,7    | 24,7    | 54,0    | 96,1 | 150,1  |
| 5    | Oriane Bertone       | Frankreich         | 24,9    | 24,9    | 25,0    | 09,7    | 84,5    | 45,1 | 129,6  |
| 6    | Oceania Mackenzie    | Australien         | 25,0    | 24,9    | 24,8    | 04,9    | 79,6    | 45,1 | 124,7  |
| 7    | Erin McNeice         | Großbritannien     | 03,0    | 24,7    | 24,9    | 03,0    | 59,6    | 64,1 | 123,7  |
| 8    | Seo Chae-hyun        | Südkorea           | 03,0    | 24,8    | 09,7    | 04,7    | 44,2    | 72,1 | 116,3  |
| 9    | Miho Nonaka          | Japan              | 24,8    | 24,6    | 10,0    | 03,0    | 64,4    | 51,1 | 115,5  |
| 10   | Luo Zhilu            | China              | 04,8    | 24,9    | 09,4    | 24,5    | 63,6    | 48,1 | 111,7  |
| 11   | Natalia Grossman     | Vereinigte Staaten | 09,8    | 25,0    | 09,8    | 24,6    | 69,2    | 39,1 | 108,3  |
| 12   | Camilla Moroni       | Italien            | 03,0    | 24,5    | 10,0    | 24,5    | 64,0    | 36,1 | 100,1  |
| 13   | Zhang Yuetong        | China              | 04,8    | 10,0    | 10,0    | 04,9    | 29,7    | 68,0 | 097,7  |
| 14   | Zélia Avezou         | Frankreich         | 04,7    | 24,7    | 10,0    | 09,9    | 49,3    | 45,1 | 094,4  |
| 15   | Jewhenija Kasbekowa  | Ukraine            | 04,9    | 24,8    | 03,0    | 04,8    | 39,5    | 45,1 | 084,6  |
| 16   | Lucia Dörffel        | Deutschland        | 03,0    | 09,7    | 09,8    | 04,7    | 29,2    | 51,1 | 080,3  |
| 17   | Mia Krampl           | Slowenien          | 04,6    | 09,9    | 09,7    | 04,2    | 28,4    | 51,1 | 079,5  |
| 18   | Laura Rogora         | Italien            | 00,0    | 04,4    | 03,0    | 03,8    | 13,2    | 57,1 | 070,3  |
| 19   | Molly Thompson-Smith | Großbritannien     | 00,0    | 04,8    | 03,0    | 00,0    | 09,8    | 57,0 | 066,8  |
| 20   | Lauren Mukheibir     | Südafrika          | 00,0    | 00,0    | 00,0    | 00,0    | 00,0    | 04,1 | 004,1  |

## Finale
| Rang | Athletin          | Nation             | Boulder | Boulder | Boulder | Boulder | Boulder | Lead | Gesamt |
| Rang | Athletin          | Nation             | 1       | 2       | 3       | 4       | Σ       | Lead | Gesamt |
| ---- | ----------------- | ------------------ | ------- | ------- | ------- | ------- | ------- | ---- | ------ |
| 1    | Janja Garnbret    | Slowenien          | 25,0    | 24,8    | 25,0    | 09,6    | 84,4    | 84,1 | 168,5  |
| 2    | Brooke Raboutou   | Vereinigte Staaten | 24,7    | 24,8    | 24,9    | 09,6    | 84,0    | 72,0 | 156,0  |
| 3    | Jessica Pilz      | Österreich         | 24,9    | 24,6    | 05,0    | 04,8    | 59,3    | 88,1 | 147,4  |
| 4    | Ai Mori           | Japan              | 00,0    | 09,7    | 24,8    | 04,5    | 39,0    | 96,1 | 135,1  |
| 5    | Erin McNeice      | Großbritannien     | 24,9    | 25,0    | 00,0    | 09,6    | 59,5    | 68,1 | 127,6  |
| 6    | Seo Chae-hyun     | Südkorea           | 09,5    | 04,8    | 04,8    | 09,8    | 28,9    | 76,0 | 104,9  |
| 7    | Oceania Mackenzie | Australien         | 25,0    | 24,8    | 04,9    | 05,0    | 59,7    | 45,1 | 104,8  |
| 8    | Oriane Bertone    | Frankreich         | 25,0    | 24,9    | 00,0    | 09,6    | 59,5    | 45,0 | 104,5  |